# Palanga
Palanga är en stad med 15 732 invånare (2011) i västra Litauen, norr om Klaipėda. Med sitt läge vid Östersjökusten är staden en populär semesterort under sommarmånaderna.

## Sport
- FK Palanga

## Galleri

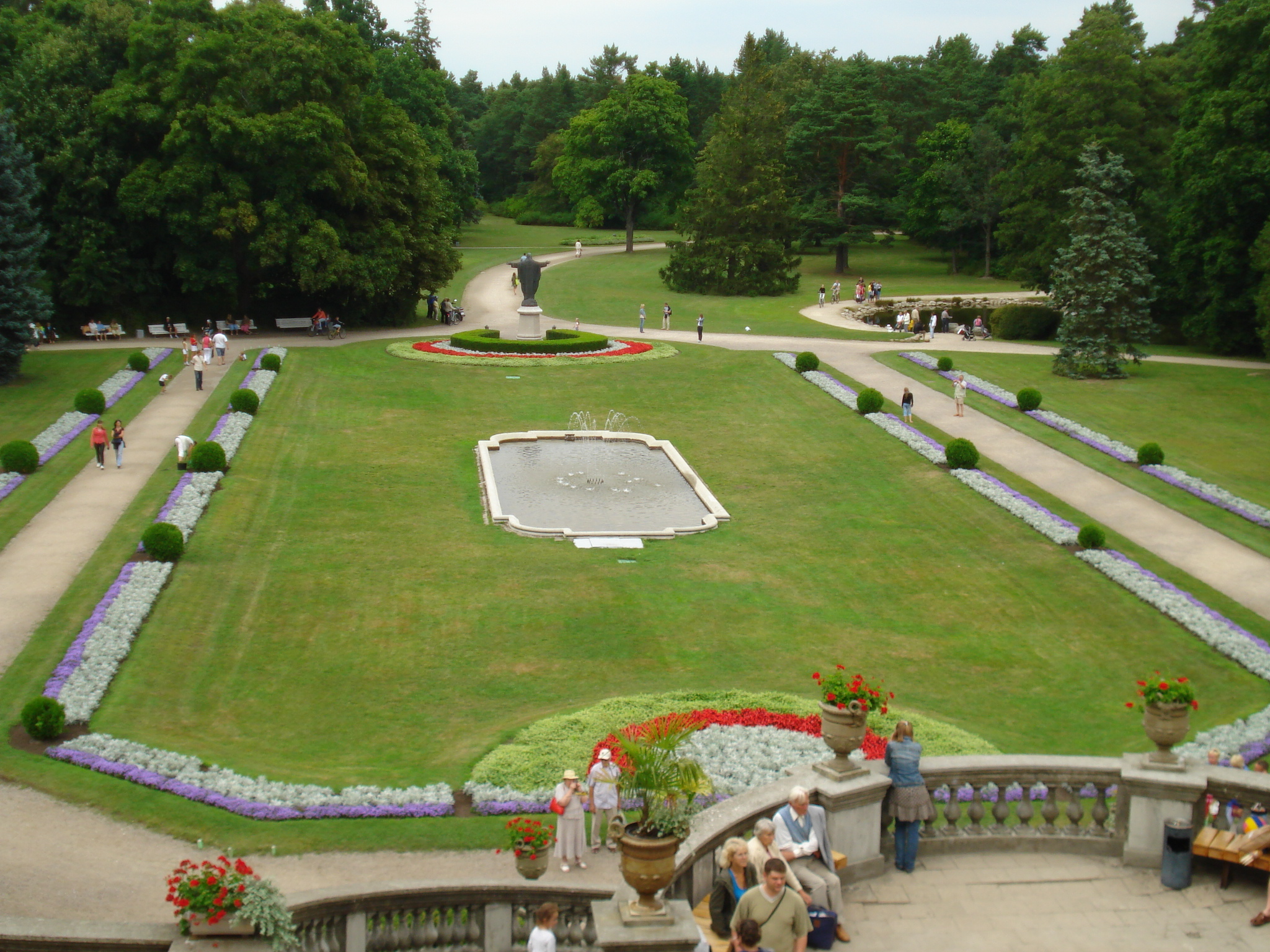
Parken vid Tiškevičiai palatset.
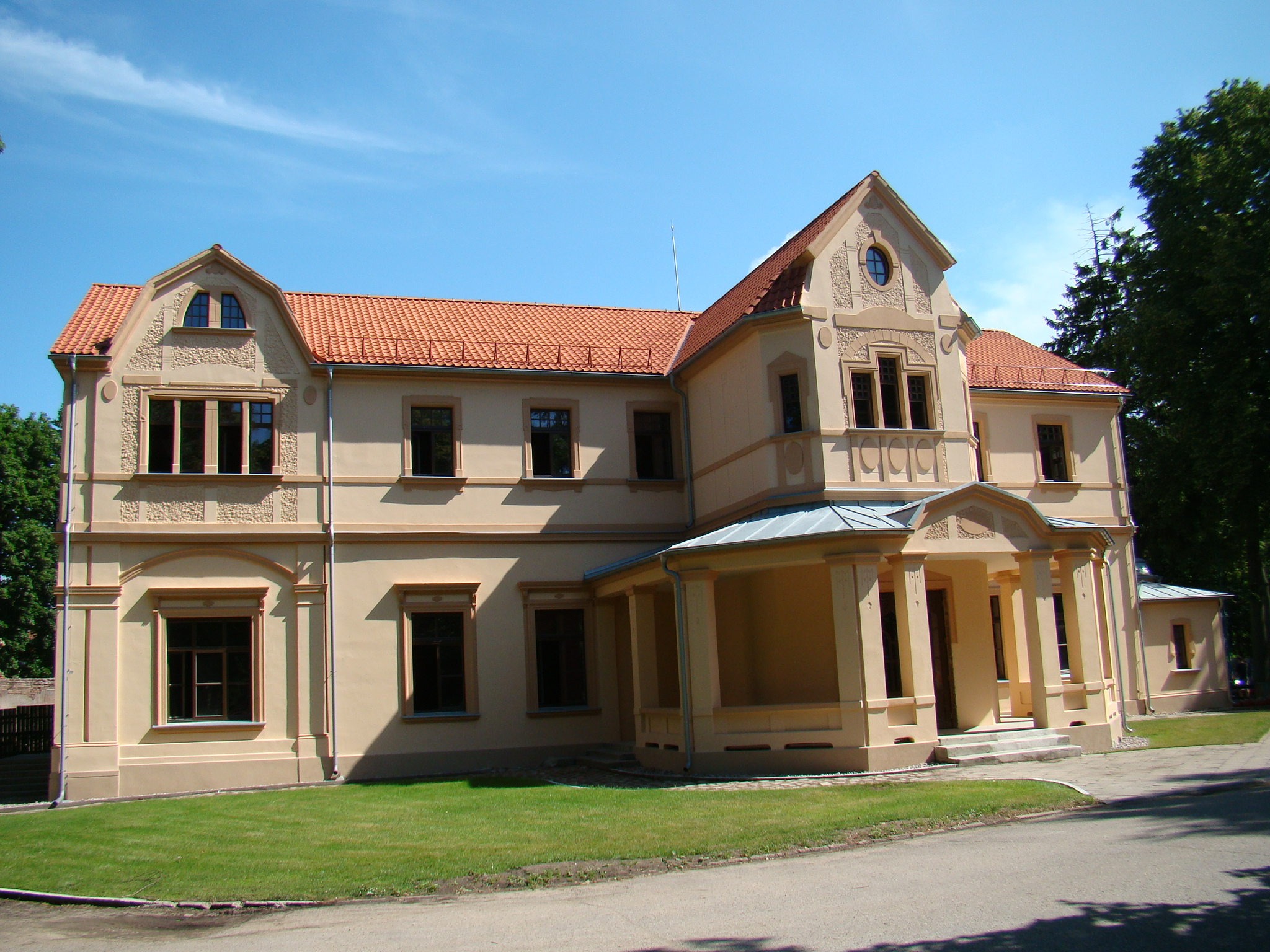
Kurhus.
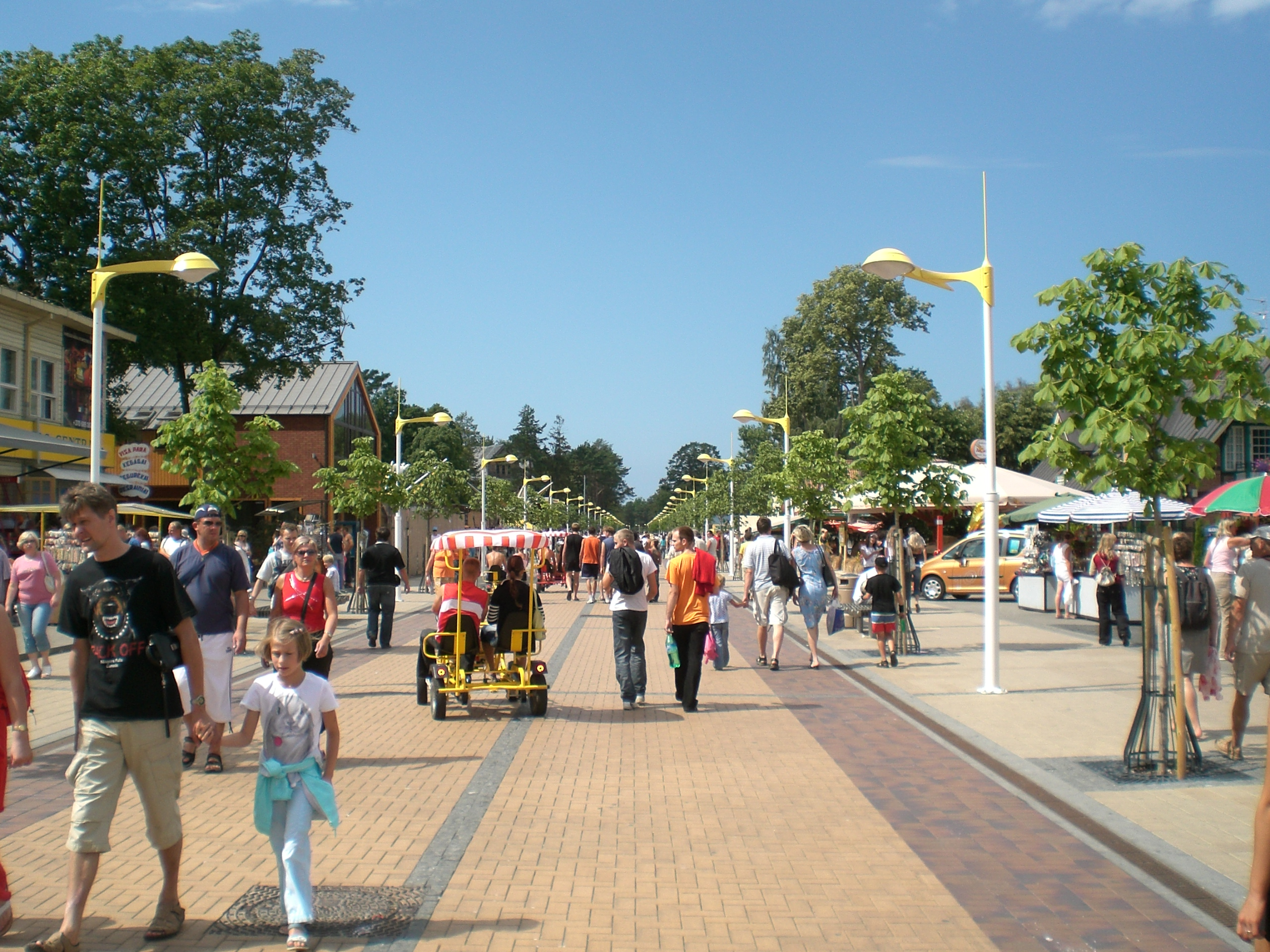
Jonas Basanavičius-gatan.
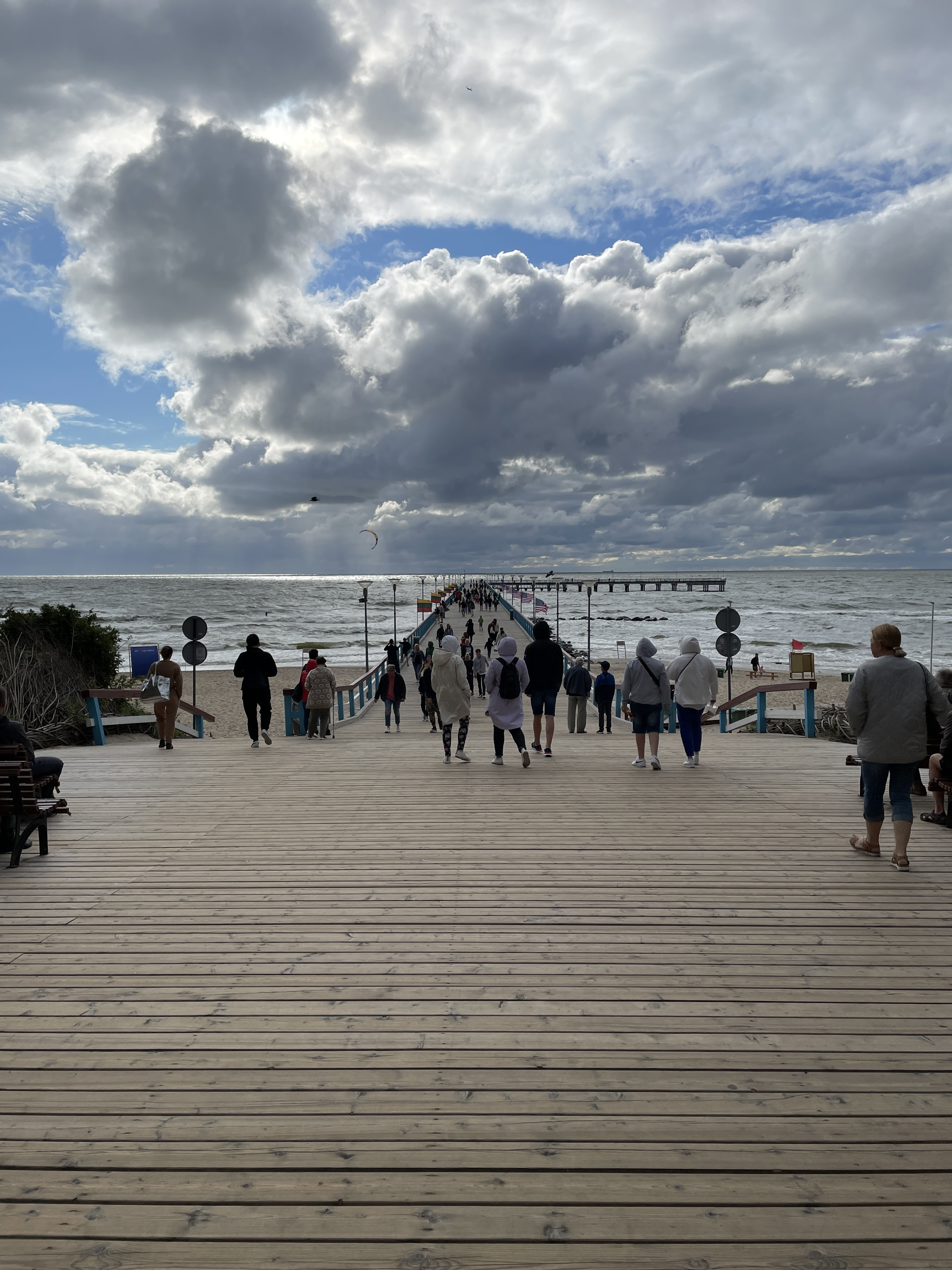
Piren i Palanga.
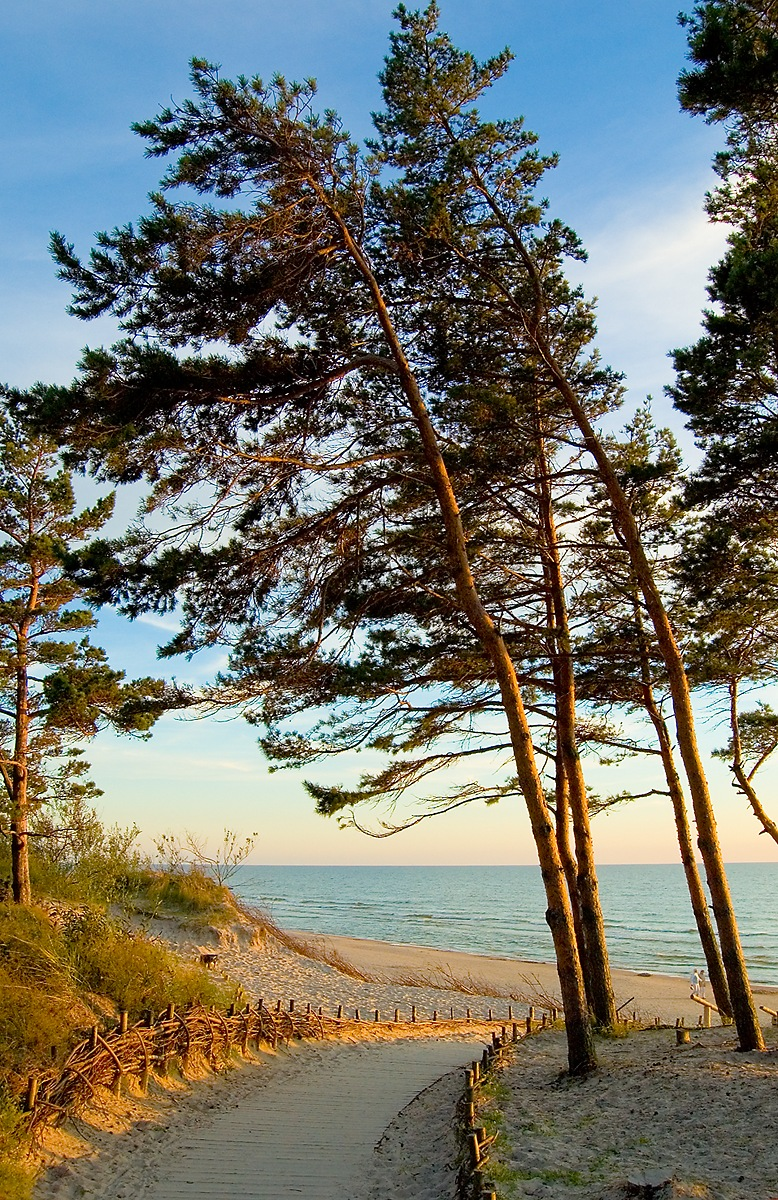
Stig till havet.